# Завичај (албум)
Завичај је дванаести албум Здравка Чолића. Издат је 2006. године.
Скоро свака песма је била хит, а њихови спотови су се вртели на многим каналима широм региона.

## Позадина
После великог успеха албума Чаролија, Чолић креће на веома успешну турнеју по Балкану и свету. За то време, у шведском граду Хелсингборг се догодио напад на Чолићев тим.
2005. године, Чолић одржава први концерт у тада новој Београдској арени.
У години када је изашао Завичај, Чолић је по други пут постао отац.
Албум је снимљен у Лондону.

## Песме
1. Мангупска
2. Хајмо негдје насамо
3. Завичај
4. Бембаша
5. Свадбарским сокаком
6. Ракија
7. Сто пута
8. Вријеме
9. Код три бијесна брата
10. Као моја мати
11. Мерак ми је
12. Сачувај ме Боже њене љубави
13. Невјера
14. Анђела